# 신집평
신집평(愼執平, ? ~ 1258년)은 고려의 무신이다.

## 생애
1250년 장군(將軍)으로서 대장군(大將軍) 이세재(李世材)와 함께 승천부(昇天府)의 임해원(臨海院) 옛 터에 궁궐을 짓기 시작하였다.
1256년 대장군으로서 몽골의 침략군 사령관 쟈릴타이[車羅大]와 화의조건을 협의하기 위해 둔소로 갔다가 나주(羅州)에서 돌아와 말하기를, “쟈릴타이[車羅大]가 크게 화내면서 말하기를, ‘만약 화친하고자 한다면서 너희 나라는 왜 우리 군사들을 많이 죽이는가? 죽은 자는 어쩔 수 없지만 사로잡은 자들은 돌려보내야 할 것이다.’라고 하였습니다. 그리고 사절 30인과 함께 가라고 해서 승천관(昇天館)에 도착하였습니다.”라고 하였다.
1258년(고종 45) 동북면병마사(東北面兵馬使)로 재직하였을 때 몽골군이 침입하자 고주(高州)·화주(和州)·정주(定州)·장주(長州)·의주(宜州)·문주(文州) 등 15주 백성을 죽도(竹島)로 옮기도록 하였다. 그런데 죽도가 협소하고 험악하며 우물이 없어서 사람들이 가고자 하지 않자, 신집평은 강제로 사람들을 죽도로 몰아넣으니 많은 사람들이 도망치고, 들어간 사람은 열에 한두 명뿐이었다. 비축한 양식이 떨어져 가자, 별초(別抄)를 파견하여 조정(朝廷)에 곡식을 요청하는 한편 다른 지역에도 조운(漕運)을 재촉하다보니 점차 수비가 느슨해졌다. 조휘는 정주(定州) 사람 탁청(卓靑)과 등주(登州)·문주의 여러 성 사람들과 논의하여 몽골군을 끌어들이는 가운데 빈틈을 노려 신집평과 등주부사(登州副使) 박인기(朴仁起), 화주부사(和州副使) 김선보(金宣甫), 경별초(京別抄) 등을 죽이고 드디어 고성(高城)을 공격하여 집들을 불태우고 사람들을 죽이거나 사로잡은 뒤에 화주 이북의 땅을 들어 몽골에 투항하였다.